# Конати, Томас Джеймс
Томас Джеймс Конати (англ. Thomas James Conaty; 1 августа 1847, Килналек, графство Каван, Соединённое Королевство Великобритании и Ирландии — 18 сентября 1915, Коронадо, округ Сан-Диего, штат Калифорния, США) —  прелат Римско-католической церкви, 2-й ректор Католического университета Америки, 9-й титулярный епископ Самоса, 3-й епископ Монтерея – Лос-Анджелеса.

## Биография
Томас Джеймс Конати родился в городке Килналек, в графстве Каван 1 августа 1847 года. Он был сыном Патрика Конта и Элис, урождённой Линч. Через два года после рождения сына, родители эмигрировали в США. Они обосновались в Тонтоне, в штате Массачусетс. Обучался в государственной школе, затем в Монреальском колледже и колледже Святого Креста в Вустере. В 1869 году поступил в семинарию в Монреале. Здесь 21 декабря 1872 года был рукоположён в сан священника для епархии Спрингфилда.
В 1873 году был назначен викарием в церковь святого Иоанна в Вустере, в штате Массачусетс. В 1880 году возглавил недавно основанный приход Пресвятого Сердца Иисуса. При нём были построены церковь, приходская школа, дом священника, монастырь, спортивный зал. При приходе действовали шестнадцать общин апостольской жизни.
В 1877 году организовал Епархиальное общество трезвости. Председательствовал в Католической летней школе Америки. Папа Лев XIII в 1896 году назначил его ректором Католического университета Америки в Вашингтоне.
5 октября 1901 года был номинирован в титулярные епископы Самоса. Епископскую хиротонию 24 ноября 1901 года возглавил кардинал Джеймс Гиббонс, архиепископ Балтимора, которому сослужили Камиллус Пол Мэс, епископ Ковенгтона в штате Кентукки и Томас Дэниэл Бивен, епископ Спрингфилда в штате Массачусетс.
27 марта 1903 года был номинирован в епископы Монтерея – Лос-Анджелеса. Учредил епархиальную газету. Принимал активное участие в работе разных апостольских обществ мирян. Занимался благотворительностью в области здравоохранения и образования. Покровительствовал монашествующим в епархии. Сотрудничал с колледжем святого Викентия в штате Пенсильвания. Его проект по строительству нового собора остался не реализован.
Уделял особое внимание нуждам и миссии среди представителей коренных народов Америки. Приобрёл известность, как талантливый проповедник. Не избегал экуменического диалога с членами других христианских конфессий. Томас Джеймс Конати умер в городе Коронадо, в округе Сан-Диего 18 сентября 1915 года.